# (200124) 1997 GR2
(200124) 1997 GR2 es un asteroide perteneciente al cinturón de asteroides, descubierto el 7 de abril de 1997 por el equipo del Spacewatch desde el Observatorio Nacional de Kitt Peak, Arizona, Estados Unidos.

## Designación y nombre
Designado provisionalmente como 1997 GR2.

## Características orbitales
1997 GR2 está situado a una distancia media del Sol de 2,799 ua, pudiendo alejarse hasta 3,350 ua y acercarse hasta 2,248 ua. Su excentricidad es 0,196 y la inclinación orbital 7,535 grados. Emplea 1710,72 días en completar una órbita alrededor del Sol.

## Características físicas
La magnitud absoluta de 1997 GR2 es 16,4. Tiene 5 km de diámetro y su albedo se estima en 0,026.